# Kugelis

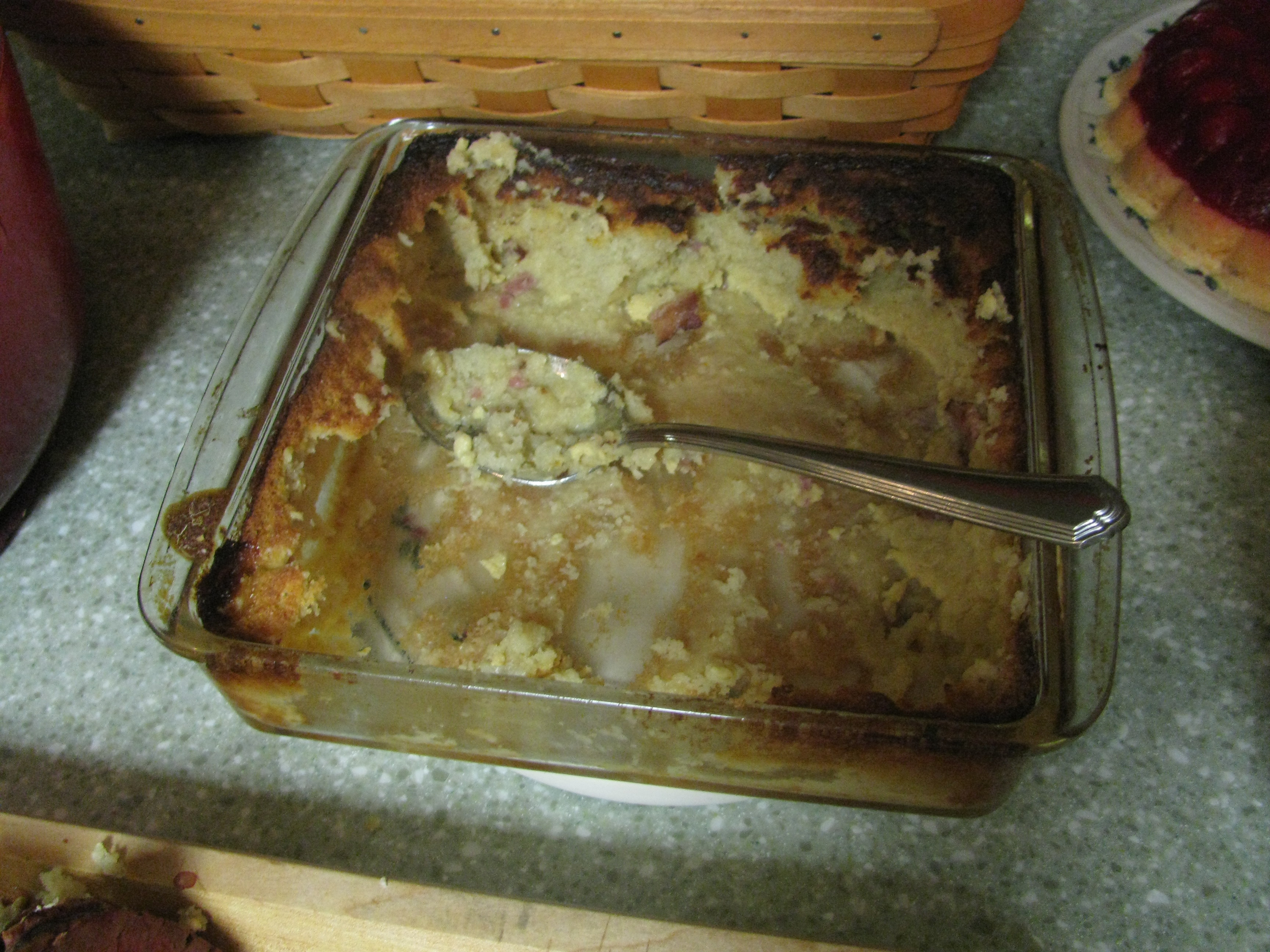

Le kugelis (ou bulvių plokštainis, nom lexical correct, littéralement « plat de pommes de terre plat » ou encore banda, terme dialectal fréquent en particulier dans la région de Dzūkija) est un gâteau de pommes de terre et le mets national lituanien.
Les principaux ingrédients sont des pommes de terre, du bacon, du lait, des oignons et des  œufs. Il peut être assaisonné de sel et épicé avec du poivre noir, des feuilles de laurier ou de la marjolaine. Il se consomme habituellement avec de la compote de pommes, de la confiture d'airelle rouge, de la crème sure, ou du gras frit émietté de bacon (spirgai) ou de porc.
Des mets similaires existent en Allemagne (Kugel) et en Biélorussie (babka aux pommes de terre).